# شون كيني (ممثل)
شون كيني (بالإنجليزية: Sean Kenney)‏ هو مصور وممثل أمريكي، ولد في 13 مارس 1944 في بوسطن في الولايات المتحدة.

## وصلات خارجية
- الموقع الرسمي
- شون كيني على موقع IMDb (الإنجليزية)
- شون كيني على موقع قاعدة بيانات الفيلم (الإنجليزية)
- شون كيني على موقع كينوبويسك (الروسية)